# Волжанка обыкновенная
Волжанка двудомная, или Арункус двудомный (лат. Aruncus dioicus) — вид многолетних травянистых двудомных растений рода Волжанка семейства Розовые (Rosaceae).
Встречается также под многочисленными синонимичными названиями вследствие различных подходов к систематике вида — волжанка азиатская, или волжанка американская, или волжанка камчатская, или таволжанка двудомная, или волжанка обыкновенная, или таволжанка обыкновенная. Таксономическое положение многих из них до сих пор четко не определено.

## Название
Научное название рода лат. Aruncus было впервые употреблено Карлом Линнеем в 1758 году в книге Opera Varia.
Видовой эпитет лат. dioicus — двудомный, или раздельнополый (буквально два дома) происходит от др.-греч. δίς «дважды» и οἶκος — «дом»; дан за особенность вида образовывать тычиночные и пестичные цветки на разных экземплярах растений.

## Ботаническое описание

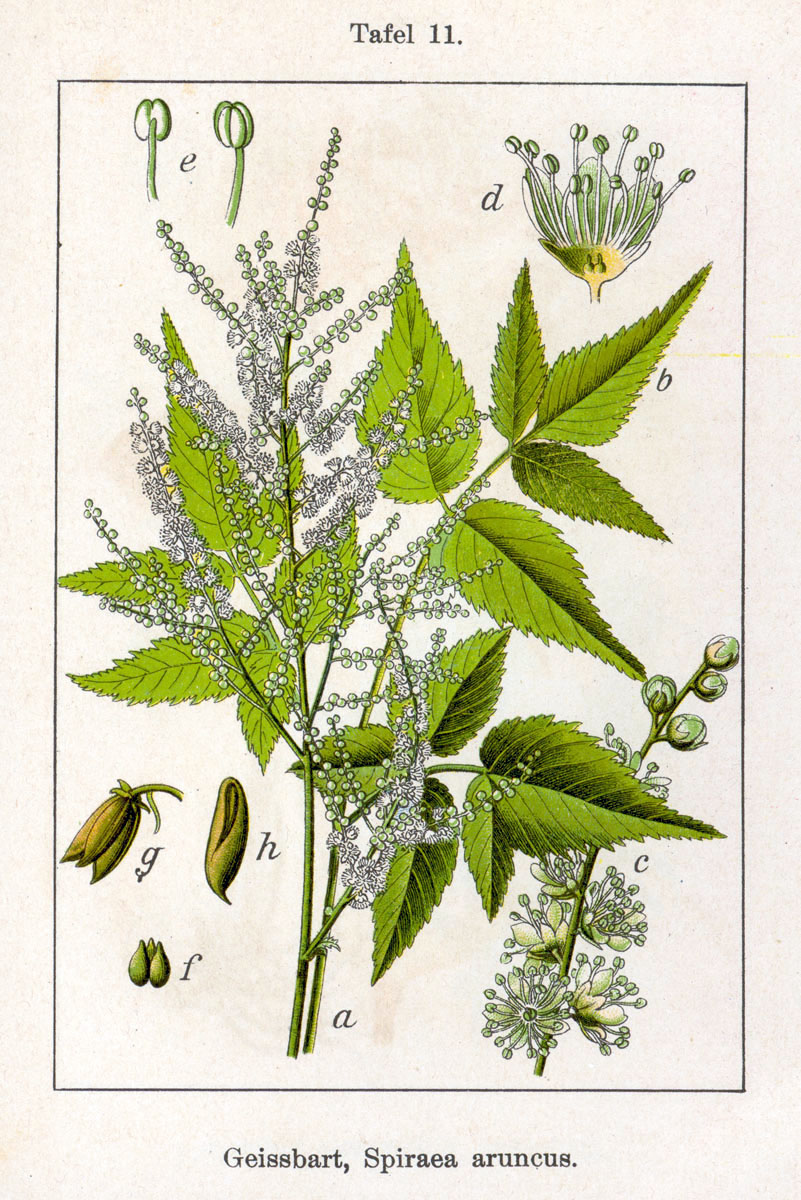

Двудомное многолетнее растение 1-1,5 (до 2) м высотой с прямостоячими, облиственными, голыми или слабоволосистыми стеблями, образующими раскидистые кусты до 120 см в поперечнике. Корни толстые, одревесневшие.
Листья ажурные, дважды перистосложные, на длинных, прочных черешках, на верхушке заостренные, по краю дважды остропильчатые, голые или снизу с рассеянными волосками.
Соцветия метельчатые, раскидистые, 6-35 (до 50) см длиной, состоят из колосовидных кистей до 10 см длины. Соцветия мужских (тычиночных) цветков более густые, женских — более редкие, ажурные. Тычиночные цветки 2,5-5 мм в диаметре, пестичные несколько мельче; лепестки белые или чуть зеленоватые.
Плоды — листовки 2-3 мм длины, сросшиеся при основании, голые. Семена мелкие, созревают к середине сентября.
Цветёт в июне-июле 30—35 дней.
Хромосомное число 2n = 14 и 18.

## Распространение и экология
Юг Центральной и Западной Европы, Южная Европа, Турция, западные районы европейской части России, Кавказ, Восточная Сибирь, весь российский Дальний Восток (кроме Чукотки), Монголия, Япония, Непал, Восточные и Западные Гималаи, западные штаты США и Канады, а также восток США.
Как заносной вид встречается в Северной Европе, в странах Балтии, на Востоке Канады, в России — в Центральном и Северо-Западном федеральных округах.
Широколиственные и смешанные леса. На опушках, лугах в поймах рек, в зарослях кустарников.

## Хозяйственное значение и использование

### В культуре
В культуре с 1623 года. Известны несколько сортов, наиболее распространён 'Kneifii', высотой до 60 см с рассечёнными на мелкие доли, несколько поникающими листьями.
Размножается делением куста (в начале апреля и в сентябре), стеблевыми и прикорневыми черенками, а также семенами. Посевы притеняют. Сеянцы пикируют в гряды на расстояние между растениями 10—15 см с последующей пересадкой весной следующего года на большее расстояние. Через два года саженцы высаживают на постоянное место. При выращивании из семян, посеянных под зиму, зацветает на третий год. Цветущая волжанка источает приятный терпкий аромат, привлекающий различных насекомых от мух журчалок и бронзовок до бабочек.
К почве не требовательна. Теневынослива. На солнцепёке растения выгорают, их листья приобретают желтоватый оттенок. На одном месте может расти до семи лет. Соцветия срезают сразу после отцветания, а сами растения — осенью, оставляя пеньки высотой 3—5 см. Используется для оформления опушек, создания зарослей, групп, массивов и одиночных посадок. Часто используют для оформления берега водоёма.
В воде срезанные соцветия увядают на второй — третий день. Для использования в сухих букетах соцветия заготавливают в момент полного раскрытия цветков. Соцветия подвешивают или ставят в вазу без воды в сухом проветриваемом помещении. Спустя полмесяца они полностью высыхают.

### Прочее
Скотом не поедается. Цветки и листья употреблялись в медицине как средство от лихорадки.

## Классификация

### Таксономическое положение
- Aruncus dioicus (Walter) Fernald, 1939, Rhodora 41: 423

Вид Волжанка двудомная включается в род Волжанка (Aruncus) семейства Розовые (Rosaceae) порядка Розоцветные (Rosales), последовательно входящего в более крупные клады Фабиды → Розиды → Суперрозиды → Эвдикоты → Цветковые растения. Таксономическая схема в соответствии с Системой APG IV по состоянию на июнь 2024 года:
|  |                          |  |                                   |                                   |                   |  | еще 8 семейств | еще 8 семейств |                        |  |                         |  | 4 подтвержденных вида* и 9 видов, ожидающих подтверждения | 4 подтвержденных вида* и 9 видов, ожидающих подтверждения |  |
|  |                          |  |                                   |                                   |                   |  | еще 8 семейств | еще 8 семейств |                        |  |                         |  | 4 подтвержденных вида* и 9 видов, ожидающих подтверждения | 4 подтвержденных вида* и 9 видов, ожидающих подтверждения |  |
|  |                          |  |                                   | порядок Розоцветные               |                   |  |                |                | род Волжанка           |  |                         |  |                                                           |                                                           |  |
|  |                          |  |                                   | порядок Розоцветные               |                   |  |                |                | род Волжанка           |  | 4 внутривидовых таксона |  |                                                           |                                                           |  |
|  | клада Цветковые растения |  |                                   |                                   | семейство Розовые |  |                |                | вид Волжанка двудомная |  |                         |  |                                                           |                                                           |  |
|  | клада Цветковые растения |  |                                   |                                   |                   |  |                |                |                        |  |                         |  |                                                           |                                                           |  |
|  |                          |  | ещё 63 порядка цветковых растений | ещё 63 порядка цветковых растений |                   |  |                | еще 116 родов  | еще 116 родов          |  |                         |  |                                                           |                                                           |  |
|  |                          |  |                                   | ещё 63 порядка цветковых растений |                   |  |                |                | еще 116 родов          |  |                         |  |                                                           |                                                           |  |

### Внутривидовые таксоны
- Aruncus dioicus subsp. triternatus (Wall. ex Maxim.) H.Hara
- Aruncus dioicus var. acuminatus (Douglas ex Hook.) H.Hara
- Aruncus dioicus var. dioicus
- Aruncus dioicus var. pubescens (Rydb.) Fernald

### Синонимы
- Actaea dioica Walter
- Aruncus dioicus var. kamtschaticus (Maxim.) H.Hara
- Aruncus kamtschaticus Rydb.
- Aruncus kamtschaticus var. tomentosus (Koidz.) Miyabe & Tatew.
- Aruncus sylvester Kostel.
- Aruncus sylvester var. kamtschaticus Maxim.
- Aruncus sylvestris Kostel. ex Opiz
- Aruncus sylvestris Kostel. ex Maxim.
- Astilbe aruncus Trev.
- Ulmaria arunca (L.) Hill